# Франк Хопкинс
Франк Хопкинс (1865 – 1951) е американски професионален ездач, който в даден момент участва в цирк „Братя Ринглинг“.

## Детство и образование
Хопкинс казва, че е роден от майка от племето лакота и от Евро-американски баща. Той е израснал с двете култури и се научава да язди и да се грижи за конете в ранна възраст.

## Кариера
Хопкинс става каубой и професионален ездач в Американския Запад, където печели репутацията на дистанционен ездач. В неговите автобиографични мемоари (непубликувани приживе) и разкази на приятели, той твърди че е участник в „Най-дивите ездачи на света“ в шоуто на Бъфало Бил, с което прави турнета в Европа, Великобритания, както и в САЩ.
Редица от неговите истории са оспорени от историци, като например тази че е спечелил повече от 400 състезания. Той също така заявява, че се е състезавал в церемониалното състезание от 3000 мили, което прекосява залива на Сирия и вътрешните граници на две други страни, което се предполага да се е състояло в Арабия през 1890.
Възрастта на Хопкинс се оспорва. Когато той се жени в Лос Анджелис през 1929, той пише на брачното свидетелство, че е на 44 години. Той поставя годината на раждането му към 1885, а не 1865, въпреки че неговата снимка от 1905, показана и на тази страница, не е на 20-годишен човек, показвайки, че като година на раждане 1885 е малко вероятна.
Неговото твърдение, че е бил ездач в шоуто на Бъфало Бил, се оспорва от куратора на центъра по история „Бъфало Бил“, който казва че неговото име не се открива никъде в архивите. Името на Хопкинс е открито в списък от 1917, като назначен в цирк „Братя Ринглинг“ като изпълнител на кон.
През четиридесетте години на ХХ век, на възрастния Хопкинг е оказана честта да бъде включен в журито на ежегодното състезание по езда за издръжливост – 100 мили, на Грийн Маунтин Хорс Клъб. До смъртта си през 1951, той остава най-яростният защитник на застрашените мустанги, наричайки ги „най-значимото животно на северноамериканския континент.“
Франк Хопкинс е погребан в лютеранското гробище в Мидъл Вилидж, Куин Каунти, Ню Йорк.

## В популярната култура
Животът на Хопкинс и историята на състезанията са вдъхновение за филма Идалго от 2004, сценарист Джон Фуско, режисьор Джо Джонстън и в главната роля Виго Мортенсен. Дисни рекламират филма като „базиран на реална история.“